# 阿尔隆地区
阿尔隆地区（法語：或）是比利时的一个历史与文化地区，位于瓦隆大区盧森堡省东南部，西邻戈姆地区，东与卢森堡大公国接壤，主要城市为阿爾隆。阿尔隆地区地区通行法语，当地有卢森堡语的一种方言——阿尔隆方言。